# Austriacka teoria kapitału
Austriacka teoria kapitału – teoria sformułowana przez ekonomistów austriackiej szkoły ekonomii, mająca na celu wyjaśnić znaczenie i naturę kapitału. Jedne z największych prac nad teorią kapitału w tradycji austriackiej szkoły ekonomii napisał Eugen von Böhm-Bawerk.

## Okres produkcji i rzędy dóbr
Już w Zasadach ekonomii Carla Mengera, znanych głównie z teorii użyteczności krańcowej, pojawiały się wzmianki na temat dóbr i okresu produkcji. Carl Menger, definiując złożoność dóbr, posłużył się uszeregowaniem dóbr rzędami. Jako dobra pierwszego rzędu uznał dobra konsumpcyjne, zaś dobra inwestycyjne i towarzyszące im dobra komplementarne za dobra drugiego i wyższych rzędów. Carl Menger uznawał, iż brak dóbr komplementarnych wyższych rzędów równa się z zaprzestaniem używania towarzyszących im dóbr do produkcji dóbr niższego rzędu, aż do pojawienia się dóbr komplementarnych z powodu braku możliwości produkcyjnych. Przerwanie dostępu do dóbr komplementarnych według Carla Mengera powodowało, iż dobra komplementarne wobec dobra brakującego mogły tracić na użyteczności, przez co dalej idąc, efekty przeszłyby na całą gospodarkę. Jako przykład podał sytuację w przemyśle bawełnianym w XIX-wiecznej Europie podczas trwania wojny secesyjnej, gdy przez brak surowej bawełny będącej dobrem komplementarnym do produkcji ubrań, wszelkie towarzyszące surowej bawełnie dobra stały się bezużyteczne, co przerwało okresy produkcji oraz zmniejszyło użyteczność różnych dóbr. Ludwig von Mises określał czas potrzebny do wyprodukowania dóbr gospodarczych okresem produkcji – które z kolei mogą być zdatne do użytku tylko przez określony czas nazywany okresem rezerwy. Israel Kirzner definiuje dobra inwestycyjne jako etapy na drodze czyjegoś planu zmierzającego do produkcji dóbr konsumpcyjnych, co pokrywa się z mengerowską definicją dóbr i produkcji.

## Zwrot i dochód z kapitału
Zwrot z kapitału był jednym z głównych tematów książek Eugena von Böhm-Bawerka (w okresie II Rzeczypospolitej znanego szerzej jako Eugenjusz). Jedne z jego prac wydane po polsku w okresie międzywojennym były skupione całościowo wokół teorii zwrotu z kapitału. Friedrich von Wieser, Eugen von Böhm-Bawerk oraz Włodzimierz Czerkawski uznawali powstanie dochodu czystego za przyczynę czasu.

## Traktowanie ziemi
Przed rozwojem ekonomii heterodoksyjnej, większość ekonomistów szkoły klasycznej uznawało istnienie trzech czynników produkcji: kapitału, pracy oraz ziemi. Jeden z polskich austriaków Włodzimierz Czerkawski w swych pracach na temat kapitału krytycznie odnosił się do uznawania ziemi za czynnik produkcyjny, uważając takową za kapitał, co było odmienne od poglądów ówcześnie powszechnych, a także uznawanych między innymi przez ideowego poprzednika Włodzimierza Czerkawskiego – Eugena von Böhm-Bawerka. Czerkawski twierdził iż:
Ziemia jako środek produkcyi, jest dobrem przyszłem, posiada wartość zmniejszoną. W miarę jednak jak produkcya postępuje, wytwór nabiera coraz większej wartości, gdy się ukończy, uzyskuje ją w pełnej rzeczywistej wysokości. Wskutek tego ziemia otrzymuje prócz tego, co jej się należało, jeszcze pewną nadwyżkę, dochód czysty, polegający na wzroście jej wytworów, wywołanym przejściem z ich przyszłości w teraźniejszość.
Czas był jedną z decydujących rzeczy odrzucania trójpodziału czynników produkcji przez niektórych austriaków, jako że zgodnie z myślą Czerkawskiego dochód czysty jest w ziemi różnicą wartości dóbr teraźniejszych z wartością przyszłych tak samo jak w kapitale.